# Ґулкі
Ґулкі (пол. Gułki) — село в Польщі, у гміні Цельондз Равського повіту Лодзинського воєводства.
Населення — 109 осіб (2011).
У 1975-1998 роках село належало до Скерневицького воєводства.

## Демографія
Демографічна структура станом на 31 березня 2011 року:
|          | Загалом | Допрацездатний вік | Працездатний вік | Постпрацездатний вік |
| -------- | ------- | ------------------ | ---------------- | -------------------- |
| Чоловіки | 48      | 8                  | 31               | 9                    |
| Жінки    | 61      | 11                 | 28               | 22                   |
| Разом    | 109     | 19                 | 59               | 31                   |